# Lee Sung-gang
Lee Sung-gang (ou Lee Seong-kang, né le 25 octobre 1962) est un réalisateur et un scénariste sud-coréen de films d'animation. 

## Filmographie

### Comme réalisateur
- 2002 : Mari Iyagi (마리 이야기), long métrage animé (Grand Prix du long métrage d'animation au festival d'Annecy)
- 2005 : O-Nu-Ri, court métrage animé
- 2007 : Yobi, le renard à cinq queues (천년여우 여우비, cheonnyeon-yeou yeoubi), long métrage animé
- 2007 : Sal-gyeol (Texture of Skin), long métrage en prises de vue réelles

### Comme scénariste
- 2002 : Mari Iyagi (Grand Prix du long métrage d'animation au festival d'Annecy)
- 2005 : O-Nu-Ri
- 2007 : Sal-gyeol